# Patricia Millardet

Patricia Millardet, 2020

Patricia Millardet (* 24. März 1957 in Mont-de-Marsan, Département Landes; † 13. April 2020 in Rom, Italien) war eine französische Schauspielerin.

## Leben und Karriere
Patricia Millardet wurde in Mont-de-Marsan in der südwestfranzösischen Region Aquitanien geboren. Im Alter von 21 Jahren debütierte sie 1980 als Filmschauspielerin mit einer kleinen Rolle in dem französischen Spielfilm Je vais craquer!!! von François Leterrier. Im deutschsprachigen Raum wurde sie durch ihre Rolle der Richterin Silvia Conti in mehreren Staffeln der erfolgreichen Mafiaserie Allein gegen die Mafia (it. La Piovra) bekannt. Sie war vorzugsweise in französischen und italienischen Fernsehproduktionen tätig.
Ab 2010 lebte sie in Castel Gandolfo, in der Nähe von Rom. Patricia Millardet starb im April 2020 im San-Camillo-Krankenhaus von Rom an einem Herzinfarkt.

## Filmografie (Auswahl)
- 1982: Kaltes Blut (Tir groupé)
- 1982: La Boum 2 – Die Fete geht weiter (La boum 2)
- 1983: Das Auge (Mortelle randonnée)
- 1984: Kleiner Spinner (P'tit con)
- 1987: Les passions de Céline (Fernsehserie)
- 1989–2001: Allein gegen die Mafia (La Piovra) (Mafiaserie, Staffeln 4–7 und 10)
- 1990: Nachtsonne (Il sole anche di notte)
- 1992: Die Schokoladenprinzessin (Amour et chocolat) (Fernsehfilm)
- 1998: Babyraub – Kinder fremder Mächte  (Fernsehfilm)
- 2002–2003: Il bello delle donne (Fernsehserie, 6 Episoden)